# Nepeta heliotropifolia
Nepeta heliotropifolia là một loài thực vật có hoa trong họ Hoa môi. Loài này được Lam. mô tả khoa học đầu tiên năm 1785.